# UFC 242
UFC 242: Chabib vs. Poirier  var en MMA-gala som arrangerades av UFC och ägde rum 7 september 2019 i Abu Dhabi, Förenade Arabemiraten.

## Bakgrund
Huvudmatchen var en titelmatch i lättvikt mellan den obesegrade (27-0) regerande mästaren Chabib Nurmagomedov, och utmanaren tillika interimmästaren Dustin Poirier.

## Skador/Ändringar
En match i lättvikt mellan Magomed Mustafaev och Don Madge var planerad, men 18 augusti 2019 rapporterades det att Mustafaev ströks från kortet av okänd anledning. 
Nu mötte istället Madge UFC-nykomlingen Fares Ziam.

### Invägning
Vid den ceremoniella invägningen som UFC streamade live på Youtube vägde utövarna följande:
| Viktklass                                                                                     | Maxvikt (lb)     | Atlet 1             | Vikt             | Atlet 2             | Vikt             |
| Tidigt underkort                                                                              | Tidigt underkort | Tidigt underkort    | Tidigt underkort | Tidigt underkort    | Tidigt underkort |
| --------------------------------------------------------------------------------------------- | ---------------- | ------------------- | ---------------- | ------------------- | ---------------- |
| Lättvikt                                                                                      | (155)            | Fares Ziam          | 155              | Don Madge           | 155              |
| Mellanvikt                                                                                    | (185)            | Zak Cummings        | 185,5            | Omari Achmedov      | 186              |
| Weltervikt                                                                                    | (170)            | Muslim Salichov     | 171              | Nordin Taleb        | 170              |
| Weltervikt                                                                                    | (170)            | Takashi Sato        | 171              | Belal Muhammad      | 170              |
| Underkort                                                                                     |                  |                     |                  |                     |                  |
| Lättvikt                                                                                      | (155)            | Teemu Packalén      | 156              | Ottman Azaitar      | 156              |
| Bantamvikt (damer)                                                                            | (135)            | Sarah Moras         | 138*             | Liana Jojua         | 134              |
| Fjädervikt                                                                                    | (145)            | Lerone Murphy       | 146              | Zubajra Tuchugov    | 146              |
| Flugvikt (damer)                                                                              | (125)            | Andrea Lee          | 126              | Joanne Calderwood   | 126              |
| Huvudkort                                                                                     |                  |                     |                  |                     |                  |
| Lättvikt                                                                                      | (155)            | Diego Ferreira      | 156              | Majrbek Tajsumov    | 156              |
| Tungvikt                                                                                      | (255)            | Sjamil Abdurachimov | 257              | Curtis Blaydes      | 251              |
| Lättvikt                                                                                      | (155)            | Davi Ramos          | 156              | Islam Machatjev     | 155              |
| Lättvikt                                                                                      | (155)            | Paul Felder         | 155              | Edson Barboza       | 155,5            |
| Lättvikt                                                                                      | (155)            | Dustin Poirier      | 155              | Chabib Nurmagomedov | 155              |
| Inom viktklassens gräns. Inom felmarginalen för matchtypen. För stor övervikt för matchtypen. |                  |                     |                  |                     |                  |
| *Sarah Moras klarade inte viktgränsen och fick böta 20% av sin purse.                         |                  |                     |                  |                     |                  |

## Resultat
1. ↑   Lättviktstitelmatch, Performance of the Night
2. ↑   Performance of the Night
3. ↑   Performance of the Night
4. ↑   Performance of the Night

## Bonusar
Följande MMA-utövare fick bonusar om 50 000 USD:
- Fight of the Night: Ingen utdelad
- Performance of the Night: Chabib Nurmagomedov, Ottman Azaitar, Muslim Salichov och Belal Muhammad